# Tim Douwsma

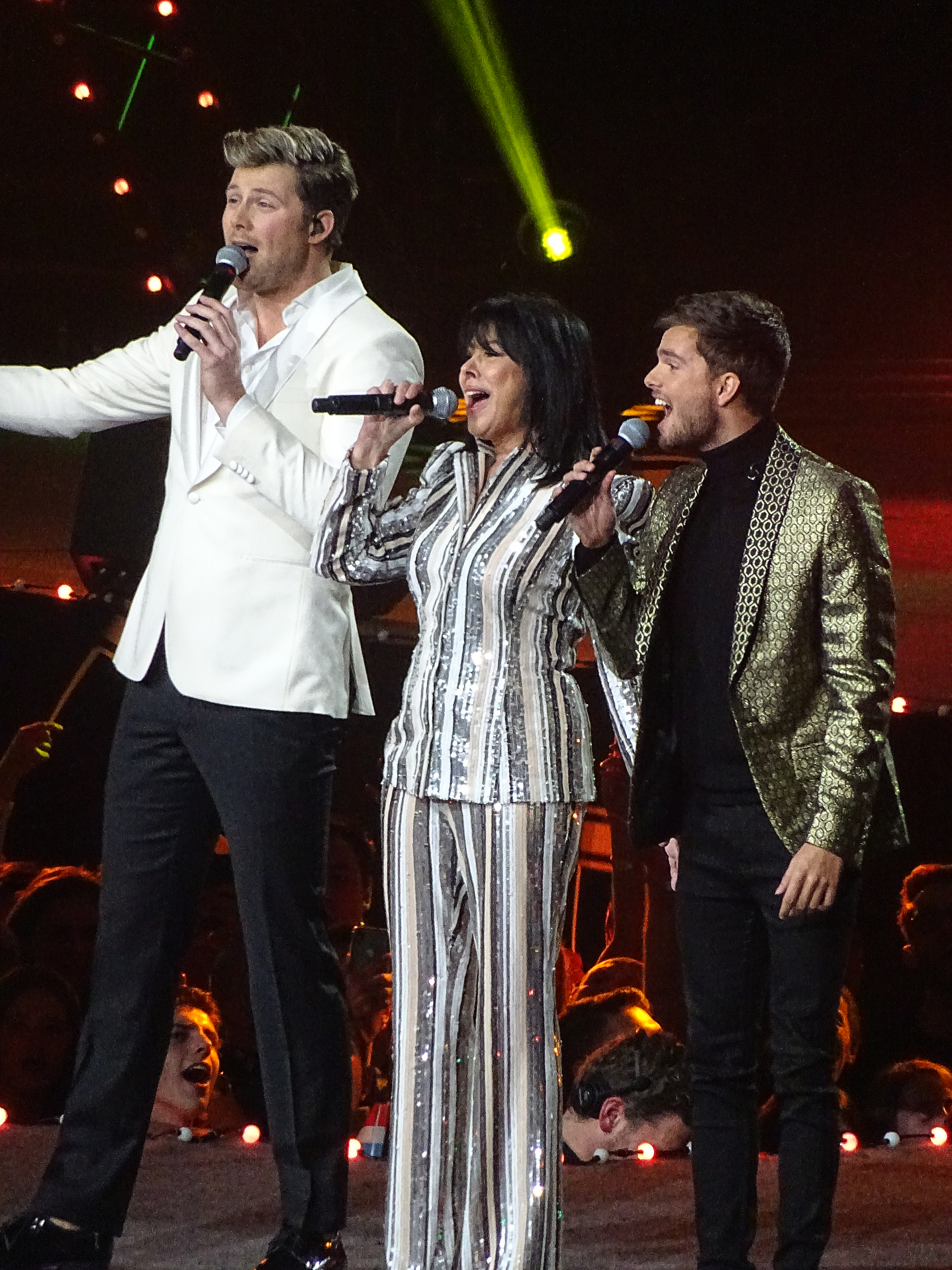
Tim Douwsma, Gali Atari & Buddy Vedder tijdens Het Grote Songfestivalfeest (2019)

Tim Douwsma (Drachten, 4 november 1987) is een Nederlandse zanger. In 2007 deed hij mee met de talentenjacht So You Wanna Be a Popstar op televisiezender SBS6. Sinds 2022 maakt hij de podcast Vibestalk. 

## Biografie
Tim Douwsma werd op 4 november 1987 geboren in Drachten. Na de middelbare school ging Douwsma naar het CIOS, een middelbare sportopleiding. Al snel stopte hij met de opleiding om zich volledig te richten op een zang- en acteercarrière. Daarnaast deed Douwsma modellenwerk.
In het najaar van 2007 deed Douwsma mee met de talentenjacht So You Wanna Be a Popstar van SBS6. Bij de audities zong hij Laura van Jan Smit, maar de jury wilde hem wat anders horen zingen. Met I Believe I Can Fly van R. Kelly ging Douwsma door. Hij eindigde uiteindelijk op een vijfde plaats. De talentenjacht werd gewonnen door Maaike Jansen, maar gaf hem wel de bekendheid. Eind 2007 nam hij zijn debuutsingle Wil je bij me blijven slapen op. De single stond in de Single Top 100 op een 18e plaats als hoogste notering.
Sinds 20 februari 2008 is hij overgestapt naar Roadstar Agency. Eind april 2009 kwam zijn tweede single Ga uit, geschreven door Joost Griffioen en Ray Klaassen van The Rocketeers.
Eind 2009 had Douwsma een kleine rol in de film De Hel van '63, geregisseerd door Steven de Jong. Hij speelde hierin de rol van Melle.
Begin 2010 kwam zijn nieuwste single Je bent de hemel uit. Dit nummer is een Nederlandse bewerking van het Spaanstalige nummer Yo No Sé Mañana van de Nicaraguaanse zanger Luis Enrique. De clip hiervan was opgenomen in Brugge en de single was bij Sterren.nl de hittip van de week. In februari van dat jaar presenteerde hij de eerste aflevering van 'Tim op Tilt' op Sterren.nl. Dat was tot het opheffen van de zender in september 2012 te zien. Eind 2010 was hij host van de Sterren.nl Awards, samen met Monique Smit en Kees Tol. Daarnaast presenteerde Douwsma het tv-programma Karaoke Kids op Z@pp. Douwsma speelde zichzelf in Zaak Zappendael.
In januari 2011 deed Douwsma mee aan Sterren Dansen op het IJs. Hij eindigde als laatste. De nieuwe single Bij jou van Douwsma was de hele maand december te horen in een reclamespot voor satésaus, als voorafje van zijn aankomende debuutalbum begin voorjaar 2012. Op 5 januari 2012 maakte Radio 2 bekend dat Douwsma een van de zes deelnemers was die geselecteerd waren uit 491 opgegeven liedjes voor het Nationaal Songfestival 2012. In de finale nam hij het in het eerste duel op tegen Pearl Jozefzoon. Hier kreeg hij met zijn nummer Undercover Lover niet genoeg stemmen en werd in de eerste ronde uitgeschakeld. Het nummer kwam in de week na het Nationaal Songfestival binnen in de iTunes chart op plaats 79, waardoor van een bescheiden succes kan worden gesproken.
Het stond één week genoteerd op 95 in de Single Top 100. Op 6 december 2012 werd bekend dat Douwsma samen met Smit een album opnam en zij samen in 2013 in Nederland en België gingen toeren. In 2014 was hij de nieuwe presentator van AVRO Junior Dance en gaf hij de punten voor Nederland in de finale van het Eurovisiesongfestival 2014. In 2015-2016 speelde hij Danny Zuko in de musical Grease. Hij was ook te zien in seizoen 2015 van het realityprogramma Expeditie Robinson. In december 2015 presenteerde Douwsma het kinderprogramma Cup Cake Cup bij AVROTROS. In 2016 speelde hij Luuk in de bioscoopfilm Spaak van regisseur Steven de Jong. Vanaf juni 2016 was Douwsma te zien in de televisieserie Nieuwe Tijden op RTL 4, later op Videoland. Van eind augustus tot oktober 2016 presenteerde hij The Next Boy/Girl Band, samen met Nicolette van Dam, en vanaf oktober 2016 presenteerde hij de talentenjacht New Musical Star. In september 2017 was Douwsma te zien in het RTL 4-programma The Big Music Quiz; hij zat in het winnende team.
In 2019 was Douwsma te zien in het RTL 4-programma The Masked Singer, waarin hij gemaskerd als Neushoorn de zangwedstrijd aan ging. Hij behaalde de finale en eindigde op de tweede plaats. Tevens was Douwsma van 2019 tot en met 2020 te zien als teamleider in het AVROTROS-programma Britt's Beestenbende.
In 2022 was Douwsma te zien als secret singer in het televisieprogramma Secret Duets. In 2023 was Douwsma te zien in het televisieprogramma DNA Singers waar hij samen met zijn broer zong. In datzelfde jaar was Douwsma te zien in het televisieprogramma Alles is Muziek.

### Complotdenken
Tijdens coronacrisis sprak Douwsma zich uit tegen het coronabeleid en vaccinaties. Hij sloot zich eind 2020 ook aan bij de hashtag #ikdoenietmeermee, samen met Willem Engel en Famke Louise, waardoor hij naar eigen zeggen gecanceld werd. Sindsdien steunde hij op sociale media en in een eigen podcast verschillende complottheorieën, waaronder over piramides, UFO's en Atlantis. Douwsma trad op als dagvoorzitter tijdens MVO2025, een congres voor "wakkere" ondernemers.

## Privé
Douwsma heeft met zijn ex-vriendin twee zoons.

## Discografie

### Albums
| Album met eventuele hitnotering(en) in de Nederlandse Album Top 100 | Datum van verschijnen | Datum van binnenkomst | Hoogste positie | Aantal weken | Opmerkingen      |
| ------------------------------------------------------------------- | --------------------- | --------------------- | --------------- | ------------ | ---------------- |
| Grenzeloos                                                          | 2013                  | 01-06-2013            | 7               | 12           | met Monique Smit |

### Singles
| Single met eventuele hitnotering(en) in de Nederlandse Top 40 | Datum van verschijnen | Datum van binnenkomst | Hoogste positie | Aantal weken | Opmerkingen                                                                |
| ------------------------------------------------------------- | --------------------- | --------------------- | --------------- | ------------ | -------------------------------------------------------------------------- |
| Wil je bij me blijven slapen                                  | 04-01-2008            | -                     |                 |              | Nr. 18 in de Single Top 100                                                |
| Je bent de hemel                                              | 15-01-2010            | -                     |                 |              | Nr. 21 in de Single Top 100                                                |
| Allebei                                                       | 08-06-2010            | -                     |                 |              | Nr. 42 in de Single Top 100                                                |
| Winter voor twee                                              | 18-12-2010            | -                     |                 |              | Nr. 13 in de Single Top 100                                                |
| Eén zomeravond met jou                                        | 15-04-2011            | -                     |                 |              | met Monique Smit / Nr. 13 in de Single Top 100                             |
| Undercover lover                                              | 26-02-2012            | -                     |                 |              | Nr. 95 in de Single Top 100                                                |
| Langzaam wordt het zomer                                      | 2013                  | -                     |                 |              | met Monique Smit / Nr. 7 in de Single Top 100                              |
| Koningin van alle mensen                                      | 16-04-2013            | 27-04-2013            | 6               | 3            | als onderdeel van RTL Boulevard United / Nr. 1 in de Single Top 100 / Goud |
| Even niet hier                                                | 2013                  | -                     |                 |              | met Monique Smit / Nr. 76 in de Single Top 100                             |
| Dromen van elkaar                                             | 2013                  | -                     |                 |              | met Monique Smit / Nr. 93 in de Single Top 100                             |
| Lisa                                                          | 11-07-2014            |                       |                 |              |                                                                            |

## Theater
- The Christmas Show: Doornroosje en de Kerstprins (2019), als de Kerstprins[9]